# Convenable

Cette œuvre de Véronèse de 1573, qui représente à l'origine Les Noces de Cana, a dû changer de titre pour celui de banquet tel que rapporté dans les Évangiles (appelé Le Repas chez Levi et Victuailles dans la maison de Simon le Pharisien), pour éviter la condamnation de l'Inquisition, avant d'être dénoncée pour des raisons théologiques, sous-tend son inadéquation à la notion de convenable applicable à un thème religieux, ce qui résulte en une obscénité à la fonction et à l'espace pour lesquels il a été conçu (le réfectoire d'un couvent). Évidemment, elle ne reproduit pas l'ambiance d'un milieu juif du Ier siècle ni ne traite avec solennité des personnages sacrés, mais représente un extravagant festin vénitien de sa propre époque. Pendant le travail de création, Véronèse se justifie en comparant son travail avec les fresques de Michel-Ange dans la Chapelle Sixtine et qui répond aux inquisiteurs de Venise : Ne comprenez-vous pas que dans la représentation du Jugement dernier, c'est une erreur de croire qu'ils portent des vêtements et qu'il n'y a aucune raison d'en peindre?. En fait, à cette époque a déjà eu lieu une intervention pour couvrir certains de ces nus,.

Le convenable, dans le domaine des arts, de la littérature, désigné en anglais par les auteurs anglo-saxons du nom de decorum du latin decorum (« ce qui convient, la bienséance, grec : το πρέπον ») est un principe de la rhétorique classique, de la poésie et de la théorie théâtrale qui concerne l'adéquation ou non d'un style à un objet théâtral. Le concept de convenable est également appliqué aux limites prescrites des comportements sociaux appropriés dans des situations définies.

## En rhétorique et poésie
Dans la rhétorique classique et la théorie poétique, le convenable désigne l'adéquation du style au sujet. Tant Aristote (par exemple dans la Poétique) que Horace (dans son Art poétique) discutent de l'importance du style approprié dans l'épopée, la tragédie, la comédie, etc. Horace dit, par exemple : « Un sujet comique n'est pas susceptible d'être traité dans un style tragique, et de même, le banquet de Thyeste ne peut être décrit convenablement dans les contraintes de la vie quotidienne ou dans ceux proches du ton de la comédie. Que chacun de ces styles soit limité au rôle qui lui est attribué en propre.

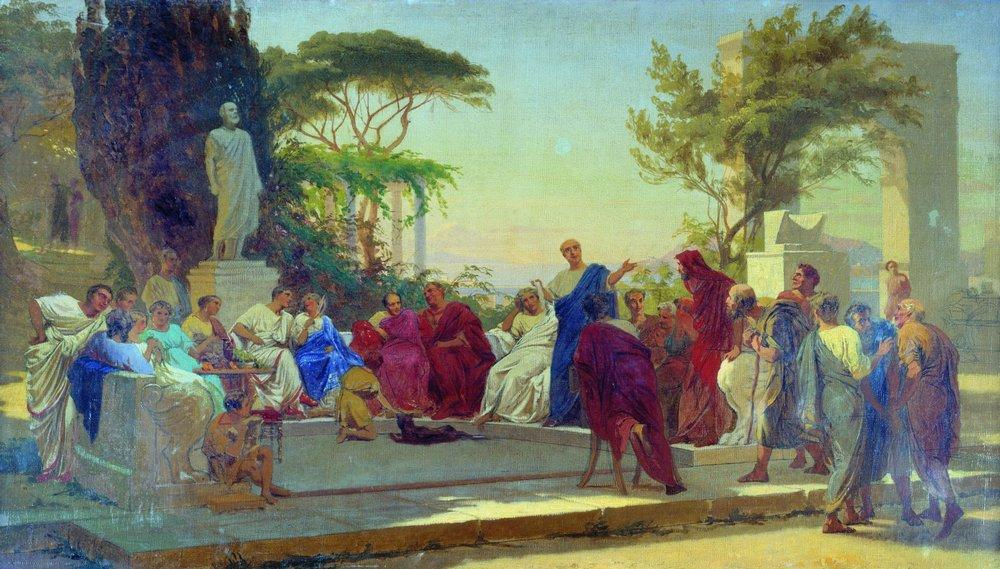
Lecture poétique par Horace, un des premiers défenseurs du convenable. Peinture de Fyodor Bronnikov

Les rhéteurs hellénistes et romains divisent le style en trois niveaux : le grand style, le style moyen et le style bas (ou simple); certains types de vocabulaire et de diction sont considérés comme appropriés pour chaque niveau stylistique. Une discussion de cette division du style se trouve dans La Rhétorique à Herennius, faussement attribuée à Cicéron. Sur le modèle des trois grandes œuvres de Virgile (les Bucoliques, les Géorgiques et l'Énéide), les théoriciens de l'Antiquité, du Moyen Âge et de la Renaissance associent souvent chaque style à un genre spécifique : l'épopée (grand style), le didactique (style moyen) et la pastorale (style simple) . Au Moyen Age, ce concept est appelé la « roue de Virgile ». Pour les puristes stylistiques, le mélange de styles dans une œuvre est considéré comme inapproprié et une utilisation cohérente du style élevé est obligatoire pour l'épopée. Cependant, la diversité stylistique est une caractéristique de l'épopée classique (comme on le voit dans l'inclusion de scènes comiques et/ou érotiques dans les épopées de Virgile ou Homère). La poésie, peut-être plus que toute autre forme littéraire, utilise souvent des mots ou des phrases inhabituels dans la conversation ordinaire. Elle est désignée comme une diction poétique (en).
Avec l'arrivée du christianisme, les concepts de la bienséance se mélangent avec ceux du sacré et profane (en) autrement que dans les religions classiques précédentes. Bien qu'au Moyen Âge les sujets religieux soient souvent traités avec un humour assez simple de style « bas », en particulier dans le drame médiéval, les églises policent attentivement le traitement des formes d'art plus permanentes et insistent sur un style élevé cohérent. À la Renaissance, le mélange de la mythologie classique ressuscitée et des thèmes chrétiens est également considéré comme relevant du convenable, comme l'est l'habitude croissante de mêler des sujets religieux en art avec de vives scènes de genre ou des portraits des personnages célèbres. Le Concile de Trente interdit spécifiquement, entre autres, l’absence de convenabledans l'art religieux.
Le concept du convenable, de plus en plus ressenti comme inhibiteur et abrutissant, est violemment attaqué et déconstruit par les écrivains du mouvement moderniste, avec pour résultat que les attentes des lecteurs ne sont plus fondées sur le convenable, et en conséquence les violations de la bienséance qui sous-tendent l'esprit de l'héroï-comique, ou du burlesque littéraire et même le sens du bathos, sont émoussées pour le lecteur du XXe siècle.

## Au théâtre
Dans les débats d'Europe continentale relatifs au théâtre de la Renaissance et post-Renaissance, le convenable est soucieux de la pertinence de certaines actions ou événements de la scène. Dans leur émulation des modèles classiques et des travaux théoriques d'Aristote et Horace (y compris la notion des « trois unités »), certains sujets sont jugés appartenir plutôt à la narration. Dans l'Art Poétique de Horace, le poète (en plus de parler du vocabulaire et de la diction appropriée, comme indiqué ci-dessus) conseille aux dramaturges de respecter le convenable en évitant la représentation de scènes qui choquent le public par leur cruauté ou leur nature incroyable : « Mais tu ne mettras pas sur la scène rien qui ne puisse valablement se dérouler en coulisses, et conservera hors de vue de nombreux épisodes qui seront décrits plus tard par la langue éloquente d'un narrateur. Médée ne doit pas égorger ses enfants en présence du public, ni le monstrueux Atrée cuisiner son plat de chair humaine à la vue du public, ni Procné être métamorphosé en oiseau, ni Cadmos en serpent. Je me détournerai avec dégoût de tout ce que tu me montrerais de ce genre ».
Dans la Renaissance italienne, d'importants débats sur le convenable dans le théâtre sont mis au jour par la pièce Canace de Sperone Speroni (qui représente l'inceste entre un frère et une sœur) et la pièce Orbecche de Giovanni Battista Giraldi (impliquant un parricide et de cruelles scènes de vengeance). Dans la France du XVIIe siècle, la notion de convenable (les bienséances) est un élément clé du classicisme français à la fois dans le théâtre et le roman (voir Littérature française du XVIIe siècle), ainsi que dans les arts visuels - (voir Hiérarchie des genres).

## Le convenable social

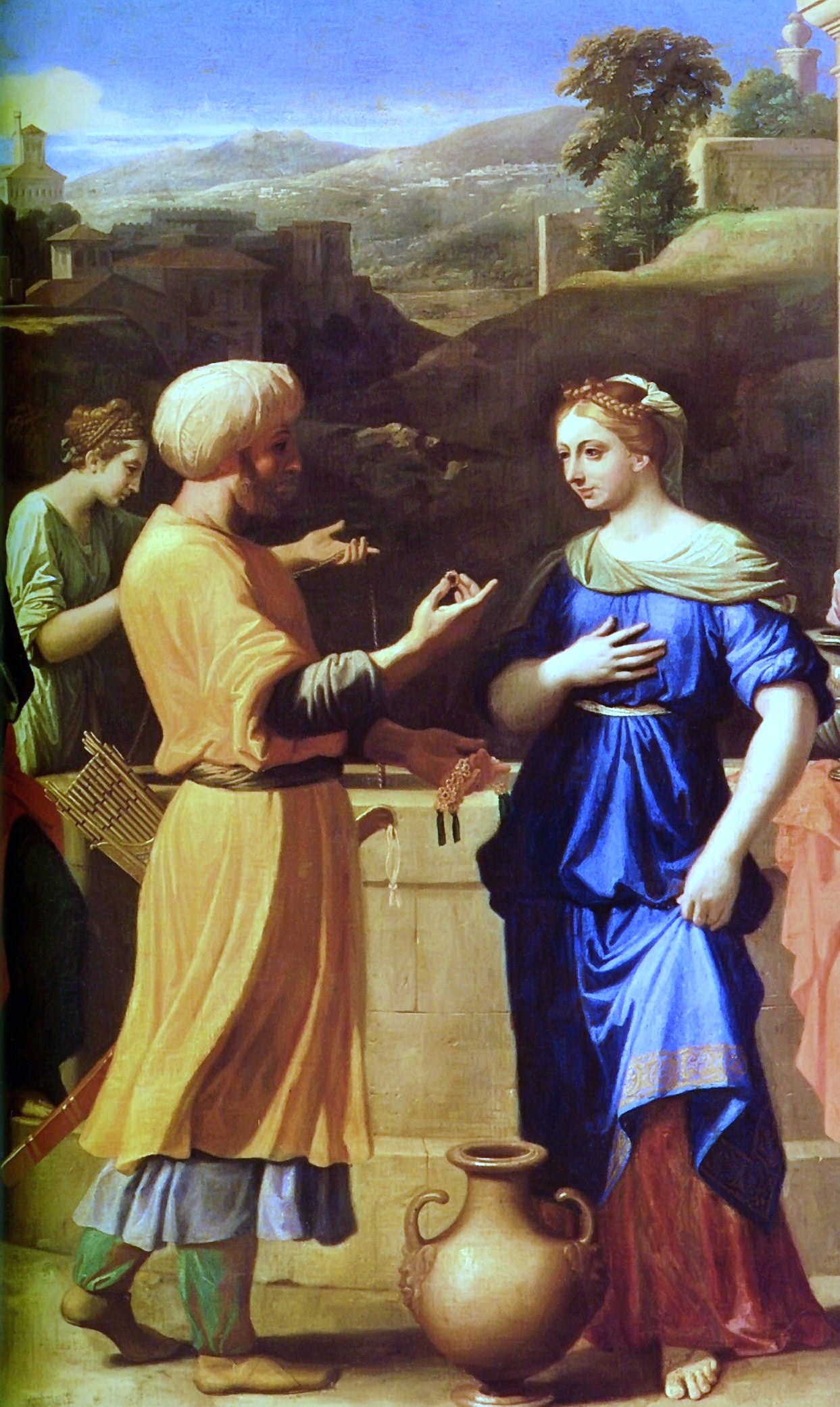
Éliézer et Rébecca, détail, de Nicolas Poussin (1648).

Le convenable « social » qui détermine le comportement social approprié est ainsi lié aux notions D'étiquette et aux bonnes manières.
Les préceptes de convenable « social » tels que nous les comprenons, c'est-à-dire de la préservation de la décence extérieure, sont fixés par Lord Chesterfield, à la recherche d'une traduction du mot mœurs : « Les bonnes manières sont trop peu, les mœurs sont trop ». Le mot convenable survit, dans la forme très réduite de Chesterfield, comme un élément de l'étiquette : les limites prescrites du comportement social approprié dans une situation de jeu. L'utilisation de ce mot dans ce sens remonte au XVIe siècle, prescrire les limites établies dans le drame et la littérature, employées par Roger Ascham, The Scholemaster (1570) et fait écho à la tirade de Malvolio (en) dans La Nuit des rois : « Mes maîtres, êtes-vous fou, ou qu'êtes-vous? N'avez-vous pas d'esprit, de mœurs, ni d'honnêteté, à bavarder comme chaudronniers à cette heure de la nuit? ... ? N'y a-t-il en vous aucun respect des personnes, du lieu, ni du temps? ».
Au cours des conférences des Nations unies, l'honorable président peut avoir à annoncer, Decorum délégates! si les délégués ne respectent pas la procédure parlementaire dictée par les règles. Cela se produit souvent si un délégué parle hors son tour ou si la délégation est perturbatrice.

## Source de la traduction
- (en) Cet article est partiellement ou en totalité issu de l’article de Wikipédia en anglais intitulé « Decorum » (voir la liste des auteurs).